# Organické sloučeniny palladia
Organické sloučeniny palladia jsou organické sloučeniny obsahující palladium. Používají se často jako katalyzátory redukcí alkenů a alkynů pomocí vodíku, přičemž se tvoří kovalentní vazby mezi atomy palladia a uhlíku. Sloučeniny palladia se také účastní párovacích reakcí vytvářejících vazby uhlík–uhlík.

## Historie
- 1873 – Alexandr Michajlovič Zajcev popsal redukci benzofenonu vodíkem za katalýzy palladia.
- 1894 – F. C. Phillips zjistil, že se chlorid palladnatý redukuje na palladium při styku s ethenem.[2]
- 1907 – Objev autoklávu umožnil provádět hydrogenace za vysokých tlaků.
- 1956 – Objev Wackerova procesu, ve kterém reaguje ethen s kyslíkem za vzniku acetaldehydu a katalyzátorem je směs PdCl2 a CuCl2.
- 1957 – Popsáno tetrakis(trifenylfosfin)palladium
- 1972 – Objev Heckovy reakce, spočívající v reakci halogenidu s alkenem; meziprodukty jsou sloučeniny Pd0.
- 1973 – Popsána asymetrická Trostova allylová alkylace, patřící mezi nukleofilní substituce
- 1975 – Sonogaširova reakce umožnila párování koncových alkynů s aryl- nebo vinylhalogenidy.
- 1994 – Objev Buchwaldovy–Hartwigovy aminace, vytvářející vazby C-N

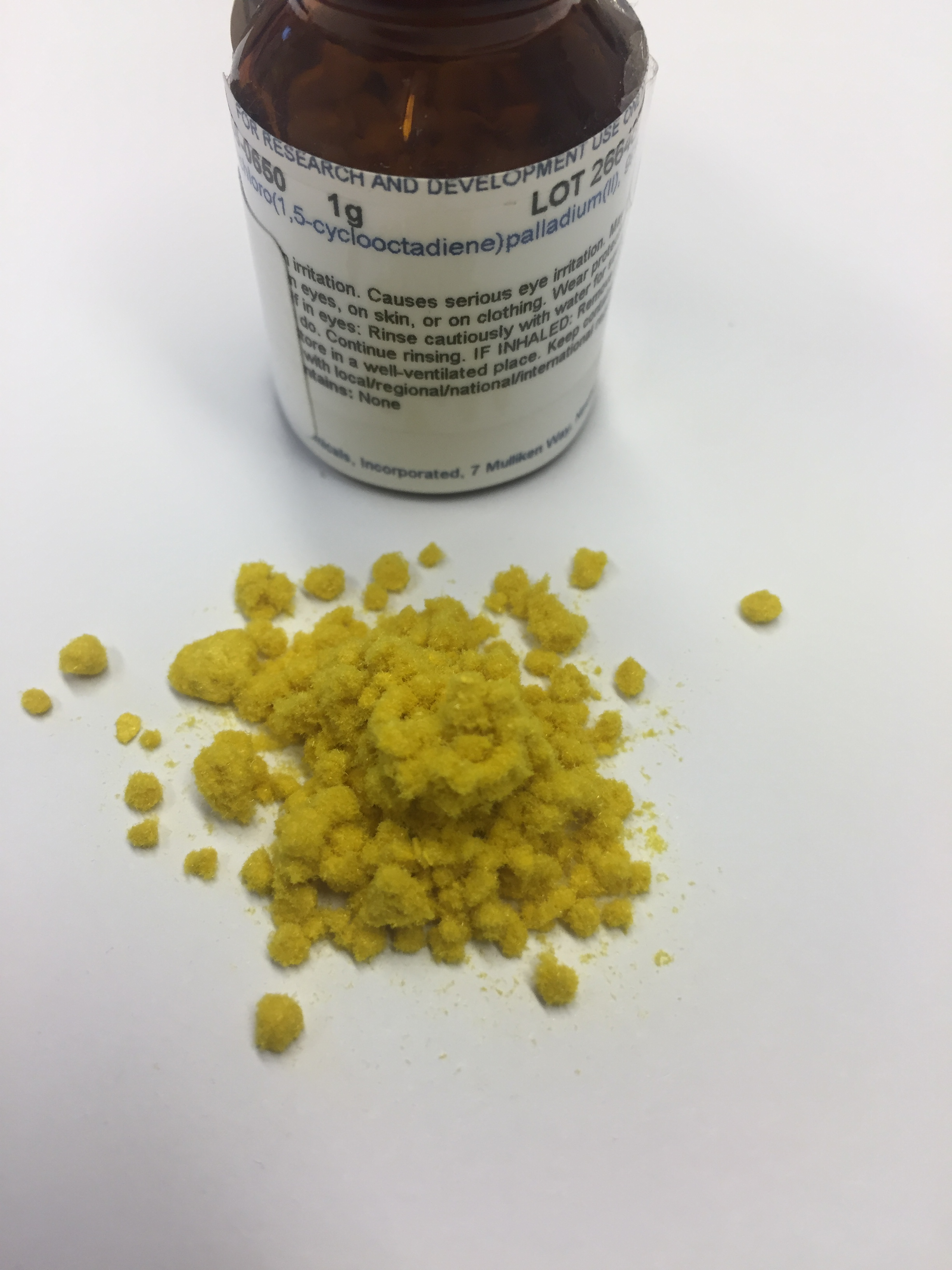
Vzorek PdCl_{2}(1,5-cyklooktadien)u

## Palladnaté sloučeniny

### Komplexy alkenů
Na rozdíl od Ni2+, ovšem podobně jako Pt2+, vytvářejí palladnaté halogenidy řadu komplexů s alkeny. Jednou z takových sloučenin je dichlor(cyklookta-1,5-dien)palladium, u něhož lze snadno odštěpit dien, díky čemuž je vhodným prekurzorem katalyzátorů. V průmyslově využívaném Wackerův proces se přeměňuje ethen na acetaldehyd přes nukleofilní atak hydroxidy na Pd2+-ethenový meziprodukt, po němž se vytváří komplex vinylalkoholu.
Na dvojmocné palladium se také mohou navázat fullerenové ligandy.

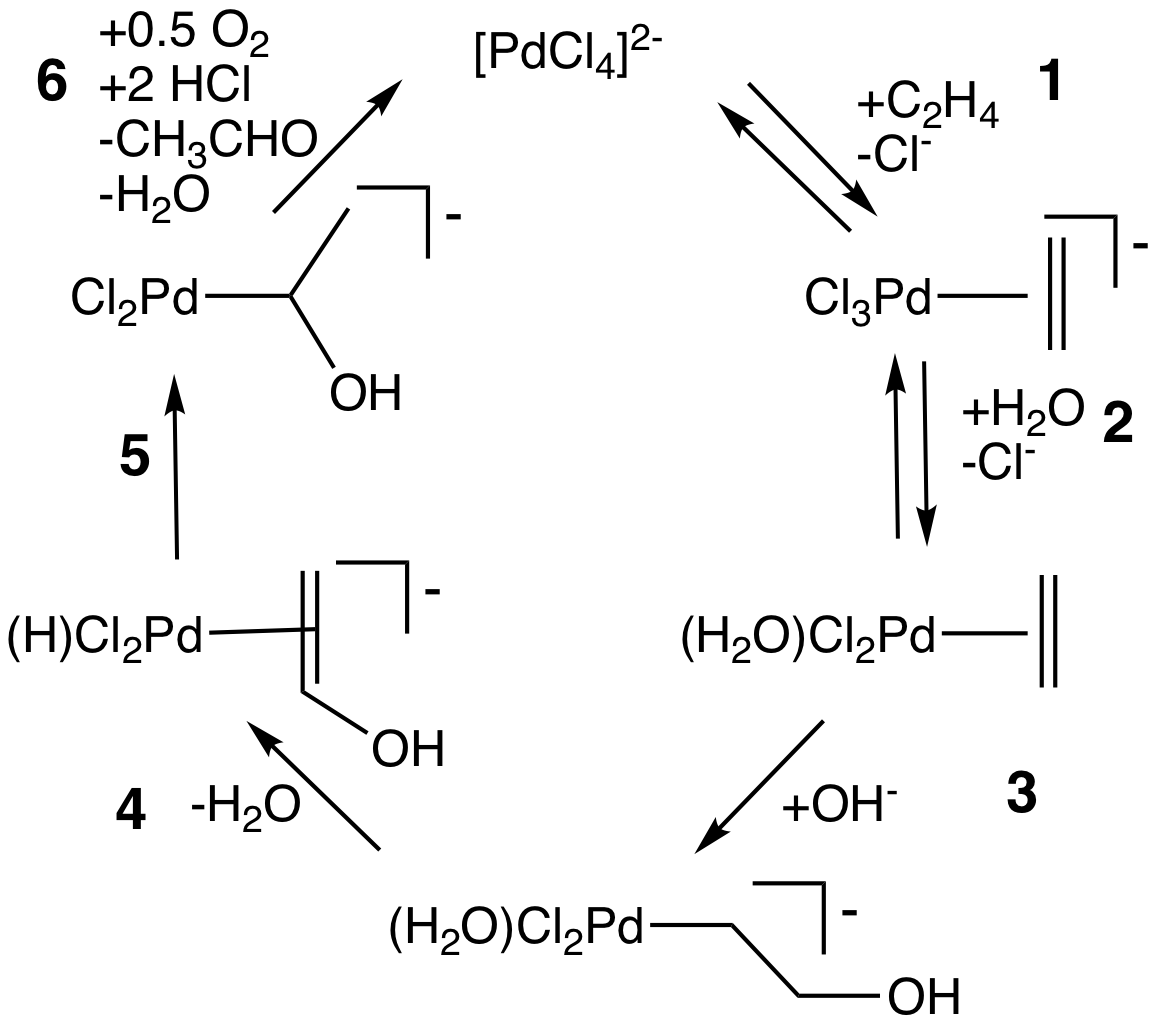
Katalytický cyklus ve Wackerově procesu sloužícímu k oxidaci ethenu na acetaldehyd

Častými sloučeninami používanými na přípravu těchto komplexů jsou octan palladnatý a některé podobné látky, protože karboxyláty jsou dobrými odstupujícími skupinami, například trifluoroctan palladnatý může být zapojen do aromatických dekarboxylací.

### Allylové komplexy
Příkladem allylového komplexu palladia je dimer chloridu allylpalladnatého (APC). Allylové sloučeniny s vhodnými odstupujícími skupinami reagují s palladnatými solemi za vzniku pí-allylových komplexů s hapticitou 3. Tyto meziprodukty rovněž reagují s nukleofily, jako jsou například karboanionty odvozené od malonátových esterů nebo s aminy v allylových aminacích. Reaktantem je triethylfosfitový ligand DBU (který absorbuje protony z aminu, jež by mohly spustit izomerizaci) v tetrahydrofuranu (THF).
Příklady reakcí, do kterých se tyto sloučeniny zapojují, jsou allylpalladnaté Trostovy asymetrické allylové alkylace, Carrollovy přesmyky a oxo varianty Saegusových–Itoových oxidací.

### Komplexy s vazbami sigma mezi palladiem a uhlíkem
Na palladium se může navázat mnoho různých organických skupin za tvorby stabilních komplexů obsahujících vazby sigma. Stabilita vazeb vyjádřená jejich disociačními energiemi klesá v této řadě: Pd-alkynyl > Pd-vinyl ≈ Pd-aryl > Pd-alkyl a délka vazeb kov-uhlík se mění v opačném směru: Pd-alkynyl < Pd-vinyl ≈ Pd-aryl < Pd-alkyl.

## Sloučeniny palladia0
Ke komplexním sloučeninám palladia v oxidačním čísle 0 patří tris(dibenzylidenaceton)dipalladium a tetrakis(trifenylfosfin)palladium. Tyto komplexy reagují s halogenderiváty uhlovodíků (R-X) v oxidačních adicích za tvorby R-Pd-X meziproduktů obsahujících kovalentní vazby Pd-C. Tyto reakce tvoří základy mnoha organických reakcí nazývaných párovací reakce; příkladem může být Sonogaširova reakce:

## Organopalladičité sloučeniny
První organopalladičitá sloučenina byla popsána v roce 1986, jednalo se o komplex Me3Pd(IV)(I)bpy (bpy =2,2'-bipyridin), připravený oxidační adicí jodmethanu na Me2Pd(II)bpy.
Reaktivitu sloučenin palladia způsobuje snadnost přeměn mezi Pd0 a Pd2+ meziprodukty. Přeměny Pd2+ na Pd4+ při organokovových reakcích řízených palladiem ovšem nebyly potvrzeny.
V roce 2000 byl navržen mechanismus jedné takové reakce, jednalo se o Heckovu reakci. Při ní dochází k 1,5-přesunu vodíku za přítomnosti aminů:
Přesun hydridu pravděpodobně probíhal přes palladičitý metalocyklický meziprodukt:
V podobné studii obsahoval meziprodukt spojený s hydridovým přesmykem Pd2+:
a v jiné práci zabývající se přípravou indolů s využitím dvou přesunů Pd) se tvořila chemická rovnováha mezi různými palladacyklickými sloučeninami: Reaktanty byly tyto: difenylacetylen, octan palladnatý, bis(difenylfosfino)methan (dppm) a cesná sůl kyseliny pivalové (CsPiv).
U některých vnitromolekulárních párovacích reakcí bylo zjištěno, že jejich syntetická využitelnost nezávisí na oxidačním čísle: